# Pons Drusi

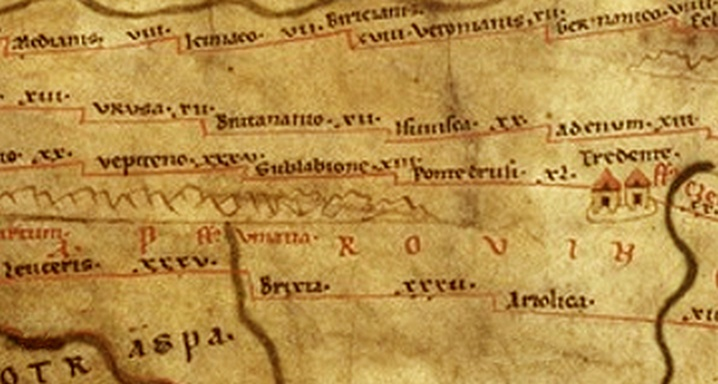
Ausschnitt der Tabula Peutingeriana mit Vipitenum, Sublavio, Pons Drusi und Trient

Pons Drusi (deutsch „Brücke des Drusus“) war eine römische Straßenstation in der Umgebung von Bozen. Ihr genauer Standort ist unbekannt.
Die Station ist – in der Ablativ-Form  Ponte Drusi – einzig in der vermutlich auf das späte 4. Jahrhundert zurückgehenden Tabula Peutingeriana verzeichnet, während sie im Itinerarium Antonini nicht vermerkt ist. In der Tabula Peutingeriana wird die Entfernung zwischen Trient und Pons Drusi mit 40 Meilen angegeben, jene zwischen Pons Drusi und Sublavio hingegen mit 13. Abgesehen von möglichen Messungenauigkeiten kannten die Römer keine Dezimalzahlen, die ca. 59 km ab Trient und die ca. 19,2 km bis Sublavio können deshalb um einige Hundert Meter schwanken.
Die genaue Verortung von Pons Drusi ist umstritten, da es keine eindeutigen archäologischen Funde dazu gibt. In Frage kommt der Bereich um die südliche Bozner Altstadt, wo römerzeitliche Funde zum Vorschein kamen, mit einer angenommenen Flussquerung über den Eisack Richtung Virgl ungefähr an der Stelle der heutigen Loretobrücke. Dagegen spricht aber, dass sich der Name Bozens kaum von Pons Drusi herleiten lässt, sondern wohl von einem römischen Siedlungsnamen Baudianum. In Betracht zu ziehen ist daher auch die Theorie von Theodor Mommsen, der zufolge Pons Drusi bloß eine Übergangsstelle und ein Straßenpunkt in Kardaun am Anfang der Eisackschlucht bzw. am Beginn des mittelalterlichen Kunterswegs war. Für diese These spricht, dass die dortige Brücke über den Eisack (bis 1866 Brücke am Feigenstein bzw. Feigenbrücke) einen strategisch wichtigen Punkt im unwegsamen Gelände markiert. Ein weiteres Argument wäre eine mögliche Verortung von Sublavio in Waidbruck anstelle von Kollmann: Der Talverlauf 19,2 km südlich von Waidbruck mündet nämlich in Kardaun, nicht in Bozen. Andere Verortungen, etwa in älterer Literatur an der Etsch bei Schloss Sigmundskron oder in jüngster Zeit in Gries, passen nicht zu archäologischen Befunden, die den Verlauf der antiken Römerstraße zwischen Trient und Bozen auf der östlichen Seite des Etschtals nahelegen. In Gries wurde 2019 am Fundort einer römerzeitlichen Zivilsiedlung (ab dem 1. Jahrhundert n. Chr.) im Seniorenheim Grieserhof unter Federführung des Südtiroler Landesdenkmalamtes sogar ein kleines Museum namens Pons Drusi eingerichtet. Diese irreführende Namensgebung wurde in der Folge als „fragwürdiger Fall amtlicher Fehlzuweisung“ kritisiert.
Der italienische Nationalismus und insbesondere der Faschismus des frühen 20. Jahrhunderts konstruierten eine bedeutsame militärische Präsenz der Römer und postulierten römerzeitliche Siedlungen als Keimzellen der Bozner Stadtgründung. Das Bozner Becken war wegen der Versumpfung und Überschwemmungen aber lange Zeit nur an den höher gelegenen Randbereichen dorfartig besiedelt. Die Gründung einer städtischen Marktsiedlung erfolgte erst um 1170/1180 durch den Bischof von Trient.